# Бахман, Фридрих
Фридрих Бахман  — немецкий математик.
Наиболее известен работами по основаниям геометрии, построенной на понятии симметрии.

## Биография
Сын священника и учителя в Вернигероде.
Его дед — Пауль Бахман — также был математиком.
Окончил школу в Мюнстере. 
С 1927 года учился в Мюнстере и Берлине.
В 1931 году защитил кандидатскую диссертацию по математической логике (Untersuchungen zur Grundlegung der Arithmetik mit besonderer Beziehung auf Dedekind, Frege und Russell).
В 1933 году получил работу помощника у Генриха Шольца в Вестфальском университете в Мюнстере.
Там же начал подготовительные работы по изданию переписки Готтлоб Фреге, в частности, с Бертраном Расселом. 
С 1935 работал помощником Курта Райдемейстера в Марбурге, где он начал заниматься геометрией и в 1939 году защитил докторскую диссертацию.
С 1941 году Бахман работал приват-доцентом в Кёнигсберге.
С 1943 работал в Берлинском университете имени Гумбольдта.
Начиная с 1949 был профессором Кильского университета.
Ушёл в отставку в 1977 году.
Был женат на Александре фон Бредов, правнучкой Бисмарка, у них был один ребенок.

## Основные работы
- Eine Begründung der absoluten Geometrie in der Ebene. (недоступная ссылка) Mathematische Annalen Bd.113, 1937
- Zur Begründung der Geometrie aus dem Spiegelungsbegriff Mathematische Annalen, Том.123, 1951, стр. 341.
- mit Eckart Schmidt: {\displaystyle n}-Ecke. BI Hochschultaschenbuch 1970.
- Ebene Spiegelungsgeometrie – eine Vorlesung über Hjelmslevgruppen. BI Verlag 1989.
- Algebra. Wissenschaftliche Buchgesellschaft 1990.
- Aufbau der Geometrie aus dem Spiegelungsbegriff. 1959, (2. Auflage. Springer 1973)
  - Русский перевод: Фридрих Бахман. Построение геометрии на основе понятия симметрии. — 1969.
- mit Heinrich Behnke, Kuno Fladt, Wilhelm Süss (Hrsg.): Grundzüge der Mathematik. Bd. 2, Geometrie. Vandenhoeck & Ruprecht, 1960, 1971 (Abschnitte über Spiegelungen, absolute Geometrie).